# Oreopanax lempirianus
Oreopanax lempirianus är en araliaväxtart som beskrevs av Hazlett. Oreopanax lempirianus ingår i släktet Oreopanax och familjen Araliaceae. Inga underarter finns listade.